# Чимитеро (Авелино)
Чимитеро је насеље у Италији у округу Авелино, региону Кампанија.
Према процени из 2011. у насељу је живело 100 становника. Насеље се налази на надморској висини од 380 м.